# Thomas Thomasberg
Thomas Thomasberg (ur. 15 października 1974 w Haverslev) – duński piłkarz i trener piłkarski.

## Kariera zawodnicza
W 1993 Thomasberg został członkiem pierwszej drużyny Aalborgu. W Superligaen zadebiutował 24 kwietnia 1994 w wygranym 2:0 spotkaniu z Lyngby FC. Pierwszą bramkę w tych rozgrywkach zdobył 11 czerwca 1995 w przegranym 1:2 meczu z Brøndby IF. W 1995 oraz 1999 zdobył z Aalborgiem mistrzostwo Danii.
W 1999 przeszedł do FC Midtjylland. W 2000 jego zespół wywalczył awans do Superligaen. W 2004 Thomasberg zakończył karierę piłkarską. Łącznie rozegrał podczas niej 233 spotkania w najwyższej lidze duńskiej, w których strzelił 24 gole.

## Kariera trenerska
Od razu po zakończeniu kariery zawodniczej Thomasberg objął funkcję asystenta trenera Erika Rasmussena w FC Midtjylland. Pełnił ją do lata 2008, kiedy został głównym szkoleniowcem zespołu z Herning. 11 sierpnia 2009 został zwolniony. W październiku 2009 FC Hjørring ogłosił, że Thomasberg obejmie funkcję trenera zespołu od nowego roku. Latem 2010 Duńczyk przeszedł do FC Fredericia. Trenował ten klub do 8 kwietnia 2013, kiedy został zwolniony z powodu niesatysfakcjonujących wyników. W lipcu 2013 został asystentem trenera w Randers FC. 4 stycznia 2017 przeszedł do Hobro IK, w którym zastąpił Ove Pedersena na stanowisku głównego szkoleniowca. W sezonie 2016/17 Hobro zwyciężyło w 1. division i wywalczyło awans do Superligaen.
W 2018 Thomasberg powrócił do Randers, tym razem obejmując funkcję pierwszego trenera. W 2021 doprowadził zespół do zwycięstwa w Pucharze Danii oraz do drugiego miejsca w fazie grupowej Ligi Konferencji Europy. 23 marca 2023 Midtjylland wykupiło Thomasberga z Randers. W sezonie 2023/24 klub z Herning zdobył mistrzostwo Danii.

## Sukcesy

### Zawodnicze
Aalborg BK
Mistrzostwo Danii: 1994/1995, 1998/1999

### Trenerskie
FC Midtjylland
Mistrzostwo Danii: 2023/2024
Randers FC
Puchar Danii: 2020/2021
Hobro IK
1. division: 2016/2017